# Cyathophorum parvifolium
Cyathophorum parvifolium är en bladmossart som beskrevs av Roelof Benjamin van den Bosch, Sande Lacoste in Dozy och Molkenboer 1861. Cyathophorum parvifolium ingår i släktet Cyathophorum och familjen Hookeriaceae. Inga underarter finns listade i Catalogue of Life.